# Медаль Фредеріка Айвза
Меда́ль Фредері́ка А́йвза (англ. Frederic Ives Medal) — вища нагорода Оптичного товариства (OSA). Вручається за видатні досягнення в галузі оптики. Нагороду названо на честь американського науковця і винахідника в галузі кольорової фотографії Фредеріка Айвза. Премія фінансується з коштів Фундації Джаруса В. Квінна, зібраних членами та співробітниками під час виходу Квінна на пенсію на знак визнання його 25 років служби як першого виконавчого директора Товариства.
Нагороду засновано у 1928 році його сином Фредеріка Айвза Гербертом членом і президентом Товариства у 1924-1925 роках. 
Перше нагородження відбулось у 1929 році. На церемонії нагородження лауреат має виголосити промову. 
Медаллю нагороджені дев'ять лауреатів Нобелівської премії.

## Лауреати
| Рік  | Лауреат                                                | Обґрунтування нагороди |
| ---- | ------------------------------------------------------ | --- |
| 1929 | Едвард Лімінгтон Ніколс                                | — |
| 1931 | Теодор Майман                                          | — |
| 1933 | Роберт Вільямс Вуд                                     | — |
| 1935 | Джордж Еллері Гейл                                     | — |
| 1937 | Герберт Юджин Айвз                                     | — |
| 1939 | Август Герман Пфунд                                    | — |
| 1941 | Селіг Гехт                                             | — |
| 1943 | Лойд Енсіл Джонс                                       | — |
| 1945 | Вільям Кобленц                                         | — |
| 1947 | Вільям Фредерік Меггерс                                | — |
| 1949 | Джордж Рассел Гаррісон                                 | — |
| 1951 | Браян О'Браєн                                          | — |
| 1952 | Айра Спрейг Боуен                                      | — |
| 1953 | Гаррісон Ренделл                                       | — |
| 1954 | Ірвін Кліфтон Гарднер                                  | — |
| 1955 | Едвард Олсон Галберт                                   | — |
| 1956 | Джон Донован Стронґ                                    | — |
| 1957 | Артур Гарді                                            | — |
| 1958 | Дін Джадд                                              | — |
| 1959 | Вільям Едгар Ноулз Міддлтон (англ. W. E. K. Middleton) | — |
| 1960 | Річард Таузі                                           | — |
| 1961 | Seibert Q. Duntley                                     | — |
| 1962 | Max Herzberger                                         | — |
| 1963 | Ralph A. Sawyer                                        | — |
| 1964 | Ґергард Герцберґ                                       | — |
| 1965 | James Gilbert Baker                                    | — |
| 1966 | Джордж Уолд                                            | — |
| 1967 | Едвін Герберт Ленд                                     | — |
| 1968 | Едвард Улер Кондон                                     | — |
| 1969 | Девід Ранк                                             | — |
| 1970 | Роберт Гопкінс                                         | — |
| 1971 | Артур Тернер                                           | — |
| 1972 | Роберт Кларк Джонс                                     | — |
| 1973 | Рудольф Кінгслейк                                      | — |
| 1974 | Девід Мак-Адам                                         | — |
| 1975 | Алі Джаван}                                            | — |
| 1976 | Артур Леонард Шавлов                                   | — |
| 1977 | Еміль Вольф                                            | За його численні внески в наше розуміння електромагнітної теорії та фізичної оптики, зокрема за його роботу в галузі дифракції та теорії часткової когерентності, а також за його внесок у навчальну літературу як автора та редактора Оригінальний текст (англ.) [«For his many contributions to our understanding of electromagnetic theory and physical optics, particularly for his work in diffraction and the theory of partial coherence, and for his contributions to the tutorial literature as author and editor»] Помилка: {{Lang}}: не вказано код мови (допомога) |
| 1978 | Гарольд Гопкінс                                        | На знак визнання його багатьох унікальних внесків у галузь оптики, включаючи теорію аберацій, оптичний дизайн, оцінку зображень, теорію когерентності, інтерферометрію та волоконну оптику Оригінальний текст (англ.) [«In recognition of his many unique contributions to the field of optics, including aberration theory, optical design, image evaluation, coherence theory, interferometry, and fiber optics»] Помилка: {{Lang}}: не вказано код мови (допомога) |
| 1979 | Ніколас Бломберген                                     | На знак визнання його досягнень у створенні теоретичної основи нелінійної оптики, його постійний інноваційний внесок у дослідження всіх аспектів у галузі нелінійних оптичних явищ, а також його успіхи в ролі педагога та інтерпретатора науки Оригінальний текст (англ.) [«In recognition of his achievement in establishing the theoretical framework of nonlinear optics, his sustained innovative contributions to the exploration of all aspects in the field of nonlinear optical phenomena, and his successes in the role of teacher and interpreter of science»] Помилка: {{Lang}}: не вказано код мови (допомога) |
| 1980 | Еден Мейнел                                            | За його внесок у теплову сонячну енергетику, аналіз принципів когерентно комбінованих незалежних телескопів та керівництво кількома великими оптичними і астрономічними дослідницькими центрами Оригінальний текст (англ.) [«For his contributions to thermal solar energy, analysis of the principles of coherently combined, independent telescopes, and the leadership he has given to several major optical and astronomical research centers»] Помилка: {{Lang}}: не вказано код мови (допомога) |
| 1981 | Георг Гасс (англ. і нім. Georg H. Hass)                | На знак визнання його внеску в розуміння структури і поведінки напилених тонких плівок та застосування цих плівок для відбиваючих і антиблікових покриттів як для видимої, так і для ультрафіолетової областей спектру Оригінальний текст (англ.) [«In recognition of his contributions to the understanding of the structure and behavior of evaporated thin films and the application of these films to reflective and anti-reflective coatings for both the visible and the ultraviolet spectral regions»] Помилка: {{Lang}}: не вказано код мови (допомога) |
| 1982 | Лорін Ріггз (англ. Lorrin A. Riggs)                    | На знак визнання того, що він усе життя був новатором в електрофізіологічних, психофізичних та інших дослідженнях зорового процесу; його років державної служби у галузі зору; та його геніальності у тому, що він надихав покоління студентів на створення власної видатної кар'єри в галузі дослідження зору Оригінальний текст (англ.) [«In recognition of a lifetime of pioneering in electrophysiological, psychophysical, and other studies of the visual process; his years of public service in the field of vision; and his genius for inspiring generations of students to create their own distinguished careers in vision»] Помилка: {{Lang}}: не вказано код мови (допомога)                                                                               |
| 1983 | Борис Стойчефф                                         | За внесок у спектроскопію комбінаційного розсіювання високої роздільної здатності, нелінійну оптику та застосування нелінійної оптики в атомній і молекулярній спектроскопії Оригінальний текст (англ.) [«For his contributions to high resolution Raman spectroscopy, nonlinear optics and the applications of nonlinear optics to atomic and molecular spectroscopy»] Помилка: {{Lang}}: не вказано код мови (допомога) |
| 1984 | Гервіґ Коґельнік                                       | За новаторський внесок у голографію, лазери та інтегровану оптику Оригінальний текст (англ.) [«For pioneering contributions to holography, lasers, and integrated optics»] Помилка: {{Lang}}: не вказано код мови (допомога) |
| 1985 | Еммет Лейт                                             | За внесок у сучасну голографію, обробку інформації та електромагнетику Оригінальний текст (англ.) [«For contributions to modern holography, information processing, and electromagnetics»] Помилка: {{Lang}}: не вказано код мови (допомога) |
| 1986 | Амнон Ярів                                             | За численні новатоорські внески в лазери, оптоелектроніку та фазово спряжену оптику Оригінальний текст (англ.) [«For his numerous pioneering contributions to lasers, optoelectronics, and phase conjugate optics»] Помилка: {{Lang}}: не вказано код мови (допомога) |
| 1987 | Ентоні Зіґман                                          | За внесок у область квантової електроніки, зокрема, за дослідження нестабільних резонаторів та лазерів із синхронізацією мод, а також за внесок у навчання цілого покоління вчених-оптиків Оригінальний текст (англ.) [«For contribution to the field of quantum electronics, particularly research on unstable resonators and mode-locked lasers, as well as contributions to the education of a generation of optical scientists»] Помилка: {{Lang}}: не вказано код мови (допомога) |
| 1988 | Anthony J. DeMaria                                     | За видатний внесок у галузь оптики та квантової електроніки, зокрема першу демонстрацію оптичних пікосекундних імпульсів із використанням лазерів із синхронізованим режимом, а також новаторський внесок у застосування лазерів у промисловості та наукових дослідженнях Оригінальний текст (англ.) [«For outstanding contributions to the field of optics and quantum electronics, particularly the first demonstration of optical picosecond pulses using mode-locked lasers, and pioneering contributions to the application of lasers in industry and scientific research»] Помилка: {{Lang}}: не вказано код мови (допомога) |
| 1989 | C. Kumar N. Patel                                      | На знак визнання його видатної кар'єри в оптиці та матеріалознавстві та його зразкової служби в менеджменті наукою Оригінальний текст (англ.) [«In recognition of his illustrious career in optics and materials sciences and his exemplary service in scientific management»] Помилка: {{Lang}}: не вказано код мови (допомога) |
| 1990 | Joseph W. Goodman                                      | За його видатний технічний внесок у галузь когерентної оптики та за не менш важливий і постійний внесок у сучасну оптичну освіту та наукову комунікацію Оригінальний текст (англ.) [«For his outstanding technical contributions to the field of coherent optics and for his equally important and continuing contributions to modern optics education and to scientific communication»] Помилка: {{Lang}}: не вказано код мови (допомога) |
| 1991 | Джон Голл                                              | На знак визнання його видатного внеску в лазерну стабілізацію частоти, інновації в лазерній спектроскопії високої роздільної здатності та високоточні перевірки фундаментальних фізичних законів Оригінальний текст (англ.) [«In recognition of his outstanding contributions to laser frequency stabilization, innovations in high resolution laser spectroscopy, and high accuracy tests of fundamental physical laws»] Помилка: {{Lang}}: не вказано код мови (допомога) |
| 1992 | Роберт Терхюн англ. Robert W. Terhune                  | На знак визнання його численних новаторських внесків у галузі нелінійної оптики, а також його заслуг перед спільнотою оптиківОригінальний текст (англ.) [«In recognition of his many pioneering contributions to the field of nonlinear optics, as well as his service to the optics community»] Помилка: {{Lang}}: не вказано код мови (допомога) |
| 1993 | Леонард Мандель                                        | На знак визнання його внеску в теорію когерентності та фундаментальне розуміння квантової механіки та природи фотона Оригінальний текст (англ.) [«In recognition of his contributions to coherence theory and to the fundamental understanding of quantum mechanics and the nature of the photon»] Помилка: {{Lang}}: не вказано код мови (допомога) |
| 1994 | Герман Антон Гаус                                      | За його фундаментальний і основоположний внесок у розуміння квантового шуму в оптичних системах і за довічну відданість науці та інженерній освіті Оригінальний текст (англ.) [«For his fundamental and seminal contribution to the understanding of quantum noise in optical systems and for a lifetime of dedication to science and engineering education»] Помилка: {{Lang}}: не вказано код мови (допомога) |
| 1995 | Роберт Бойнтон англ. Robert M. Boynton)                | На знак визнання фундаментального внеску у розуміння колірного зору людини, а також за лідерство у викладанні та служінні спільноті фахівців із зору Оригінальний текст (англ.) [«To recognize fundamental contributions to the understanding of human color vision, and for leadership in teaching and in service to the vision community»] Помилка: {{Lang}}: не вказано код мови (допомога) |
| 1996 | Чарлз Гард Таунс                                       | За п'ять десятиліть значимого внеску в галузь оптики, включаючи дослідження, освіту та управління, але особливо за його надихаючу творчість в оптичній фізиці, від квантової електроніки до бортової інфрачервоної астрономії Оригінальний текст (англ.) [«For five decades of major contributions to the field of optics, including research, education and administration, but especially for his inspiring creativity in optical physics, from quantum electronics to airborne infrared astronomy»] Помилка: {{Lang}}: не вказано код мови (допомога) |
| 1997 | Tingye Li                                              | За його лідерство та внесок у науку та технології світлових хвиль, починаючи від фундаментальних досліджень мод у лазерних резонаторах і закінчуючи видатними реалізаціями передових оптичних систем зв'язку Оригінальний текст (англ.) [«For his leadership and contributions to lightwave science and technology, ranging from fundamental studies of modes in laser resonators to remarkable implementations of advanced optical communications systems»] Помилка: {{Lang}}: не вказано код мови (допомога) |
| 1998 | Артур Ешкін                                            | За новаторську роботу з маніпулювання частинками за допомогою світла, включаючи винахід пастки «оптичний пінцет» та дослідження сил випромінювання на атомах, а також за важливий внесок у нелінійну оптикуОригінальний текст (англ.) [«For his pioneering work on the manipulation of particles with light, including the invention of the "optical tweezers" trap and his studies of radiation forces on atoms and for important contributions to nonlinear optics»] Помилка: {{Lang}}: не вказано код мови (допомога) |
| 1999 | Стівен Ернест Гарріс                                   | За новаторську роботу в нелінійній оптиці, XUV-лазерах і лазерній спектроскопії, від електромагнітно індукованої прозорості та генерації без інверсії до нелінійної оптики з максимальною когерентністю Оригінальний текст (англ.) [«For pioneering work in nonlinear optics, XUV lasers and laser spectroscopy, from electromagnetically induced transparency and lasing without inversion to nonlinear optics at maximal coherence»] Помилка: {{Lang}}: не вказано код мови (допомога) |
| 2000 | Прохоров Олександр Михайлович                          | За видатний внесок і монументальну роль протягом останніх 45 років у створенні та розвитку квантової електроніки Оригінальний текст (англ.) [«For his distinguished contributions and monumental role over the past 45 years in creating and developing quantum electronics»] Помилка: {{Lang}}: не вказано код мови (допомога) |
| 2001 | Нік Голоняк                                            | За новаторську роботу в області напівпровідникових лазерів і світлодіодів Оригінальний текст (англ.) [«For pioneering work in the field of semiconductor lasers and LEDs»] Помилка: {{Lang}}: не вказано код мови (допомога) |
| 2002 | Джеймс Пауер Гордон                                    | За численні фундаментальні внески та фундаментальне розуміння квантової електроніки, включаючи створення першого мазера, концепцію конфокальних лазерних резонаторів, оптичних солітонів та квантових ефектів у системах зв'язку Оригінальний текст (англ.) [«For numerous seminal contributions and fundamental insights into quantum electronics, including construction of the first maser, the concept of confocal laser resonators, optical solitons, and quantum effects in communications systems»] Помилка: {{Lang}}: не вказано код мови (допомога) |
| 2003 | Герберт Вальтер                                        | За новаторський внесок у квантову оптику, включаючи розробку мікромазера та демонстрацію вігнерівської кристалізації охолоджених лазером іонів Оригінальний текст (англ.) [«For pioneering contributions to quantum optics, including the development of the micromaser and the demonstration of Wigner crystallization of laser-cooled ions»] Помилка: {{Lang}}: не вказано код мови (допомога) |
| 2004 | Девід Вайнленд                                         | За розвиток лазерної квантової інженерії з керуванням на рівні одного атома та застосування цих методів до квантових логічних систем, атомних стандартів частоти та фундаментальних експериментів квантової механікиОригінальний текст (англ.) [«For development of laser-manipulated quantum engineering at the single-atom level and application of these methods to quantum logic systems, atomic frequency standards, and fundamental tests of quantum mechanics»] Помилка: {{Lang}}: не вказано код мови (допомога) |
| 2005 | Теодор Генш                                            | За фундаментальні внески та значні досягнення в оптичній науці та атомній фізиці, включаючи вузькосмугові лазери на барвниках, бездоплерівську лазерну спектроскопію, лазерне охолодження атомарних газів, прецизійну спектроскопію атомарного водню, частотну метрологію з оптичними гребінками та нову фізику з холодними атомами в оптичних ґратках Оригінальний текст (англ.) [«For seminal contributions and landmark advances in optical science and atomic physics, including narrow-band dye lasers, Doppler-free laser spectroscopy, laser cooling of atomic gases, precision spectroscopy of atomic hydrogen, frequency metrology with optical combs, and new physics with cold atoms in optical lattices»] Помилка: {{Lang}}: не вказано код мови (допомога) |
| 2006 | Еріх Петер Іппен                                       | За закладення основ надшвидкої науки і техніки та забезпечення бачення і сталого лідерства оптичної спільноти Оригінальний текст (англ.) [«For laying the foundations of ultrafast science and engineering and providing vision and sustained leadership to the optics community»] Помилка: {{Lang}}: не вказано код мови (допомога) |
| 2007 | Деніел Клеппнер                                        | За постійні інновації, відкриття та лідерство у питаннях взаємодії випромінювання з атомами, а також за його службову та загальноосвітню діяльність Оригінальний текст (англ.) [«For sustained innovation, discovery and leadership in the interaction of radiation with atoms and for his service and general educational activities»] Помилка: {{Lang}}: не вказано код мови (допомога) |
| 2008 | Пітер Найт                                             | За його величезний внесок у оптику через піонерські дослідження квантової оптики та унікальне поєднання освітніх, організаційних і лідерських навичок Оригінальний текст (англ.) [«For his immense contribution to optics through pioneering research in quantum optics and by his unique combination of educational, organization and leadership skills»] Помилка: {{Lang}}: не вказано код мови (допомога) |
| 2009 | Роберт Луї Баєр                                        | За піонерський внесок в оптичну науку та комерційний розвиток оптичних технологій, а також за широку лідерську діяльність в оптичній спільноті Оригінальний текст (англ.) [«For pioneering contributions to optical science and the commercial development of optical technologies and for wide-ranging leadership activities within the optics community»] Помилка: {{Lang}}: не вказано код мови (допомога) |
| 2010 | Джозеф Генрі Еберлі                                    | За багато важливих дослідницьких внесків у квантову оптику та оптичну фізику, його лідерство як учителя та вихователя, а також за його невтомне та далекоглядне служіння оптичному співтовариству Оригінальний текст (англ.) [«For many important research contributions to quantum optics and optical physics, his leadership as a teacher and educator, and his tireless and visionary service to the optics community»] Помилка: {{Lang}}: не вказано код мови (допомога) |
| 2011 | Іван Камінов                                           | За новаторські дослідження високошвидкісних модуляторів, хвилеводних лазерів і оптичних мереж із мультиплексуванням за довжиною хвилі, і кожна з них мала глибокий вплив на сучасні системи зв'язку Оригінальний текст (англ.) [«For pioneering research in high-speed modulators, ridge waveguide lasers and wavelength-division-multiplexed optical networks, and each has had a profound impact on modern communication systems»] Помилка: {{Lang}}: не вказано код мови (допомога) |
| 2012 | Марлан Скаллі                                          | За безперервне лідерство в новаторських дослідженнях усіх аспектів квантової оптики, включаючи квантову теорію лазера, квантові ефекти когерентності, квантову термодинаміку та основи квантової механіки Оригінальний текст (англ.) [«For lifetime leadership in groundbreaking research on all aspects of quantum optics including the quantum theory of the laser, quantum coherence effects, quantum thermodynamics and the foundations of quantum mechanics»] Помилка: {{Lang}}: не вказано код мови (допомога) |
| 2013 | Ален Аспе                                              | За проведення піонерських досліджень фотонів і атомів, які проливають світло на найінтригуючіші квантові явища та спонукають до розвитку нової галузі квантової інформатики Оригінальний текст (англ.) [«For carrying out pioneering research on photons and atoms shedding light on the most intriguing quantum phenomena and prompting the development of the new field of quantum information»] Помилка: {{Lang}}: не вказано код мови (допомога) |
| 2014 | Пол Коркум                                             | За видатний внесок у заснування галузей аттосекундної науки, спектроскопії високих гармонік і молекулярної оптики Оригінальний текст (англ.) [«For outstanding contributions to the foundation of the fields of attosecond science, high-harmonic spectroscopy and molecular optics»] Помилка: {{Lang}}: не вказано код мови (допомога) |
| 2015 | Джеймс Фудзімото                                       | За новаторство в галузі оптичної когерентної томографії (ОКТ) і за лідерство у широкому застосуванні в медицині та великий комерційний вплив Оригінальний текст (англ.) [«For pioneering the field of optical coherence tomography (OCT) and for leading the field to widespread medical application and major commercial impact»] Помилка: {{Lang}}: не вказано код мови (допомога) |
| 2016 | Жерар Муру                                             | За численні новаторські внески в розвиток науки про надшвидкісні та надвисокоінтенсивні лазери та за видатне лідерство в міжнародному та комерційному співтоваристві, на яке впливають ці технологіїОригінальний текст (англ.) [«For numerous pioneering contributions to the development of ultrafast and ultrahigh intensity laser science and for outstanding leadership of the international and commercial communities impacted by these technologies»] Помилка: {{Lang}}: не вказано код мови (допомога) |
| 2017 | Маргарет Марнейн                                       | За новаторський та стійкий внесок у надшвидку науку — від фемтосекундних лазерів до генерації високих гармонік у м'якому рентгенівському випромінюванні та аттосекундних досліджень атомів, молекул та поверхонь Оригінальний текст (англ.) [«For pioneering and sustained contributions to ultrafast science ranging from femtosecond lasers to soft x-ray high-harmonic generation to attosecond studies of atoms, molecules and surfaces»] Помилка: {{Lang}}: не вказано код мови (допомога) |
| 2018 | Род Альфернес                                          | За базовий внесок і лідерство в розробці інтегрованої оптики, високошвидкісної оптичної модуляції та комутації, а також конфігурованих мереж WDM, які забезпечили значний економічний і суспільний вплив Оригінальний текст (англ.) [«For basic contributions and leadership in the development of integrated optics, high-speed optical modulation and switching, and configurable WDM networks that have provided significant economic and societal impact»] Помилка: {{Lang}}: не вказано код мови (допомога) |
| 2019 | Елі Яблонович                                          | За різноманітний і глибокий внесок у оптичну науку, включаючи фотонні кристали, напружені напівпровідникові лазери та нову фізику сонячних елементів, що б'є рекорди Оригінальний текст (англ.) [«For diverse and deep contributions to optical science including photonic crystals, strained semiconductor lasers, and new record-breaking solar cell physics»] Помилка: {{Lang}}: не вказано код мови (допомога) |
| 2020 | Урсула Келлер                                          | За фундаментальний внесок у технологію надшвидких лазерів, особливо в розробку осциляторів високої пікової та середньої потужності та важливі прориви в аттосекундній науці Оригінальний текст (англ.) [«For fundamental contributions to ultrafast lasers technology, especially in the development of high peak and average power oscillators and important breakthroughs in attosecond science»] Помилка: {{Lang}}: не вказано код мови (допомога) |
| 2021 | Фредеріко Капассо                                      | За основоположний і широкий внесок в оптичну фізику, квантову електроніку та нанофотоніку Оригінальний текст (англ.) [«For seminal and wide-ranging contributions to optical physics, quantum electronics and nanophotonics»] Помилка: {{Lang}}: не вказано код мови (допомога) |
| 2022 | Джеймс Клер Ваянт                                      | За новаторський внесок у розвиток науки та технологій кількісної інтерферометричної метрології, його лідерство як педагога та підприємця та його далекоглядне служіння світовій спільноті оптики та фотоніки Оригінальний текст (англ.) [«For pioneering contributions in advancing the science and technology of quantitative interferometric metrology, his leadership as an educator and entrepreneur, and his visionary service to the global optics and photonics community»] Помилка: {{Lang}}: не вказано код мови (допомога) |
| 2023 | Роберт Бойд                                            | За новаторський внесок у нелінійну оптику, включаючи повільне світло, квантове зображення та розробку нанокомпозитних оптичних матеріалів і метаматеріалів Оригінальний текст (англ.) [«For pioneering contributions to nonlinear optics, including slow light, quantum imaging, and the development of nanocomposite optical materials and metamaterials»] Помилка: {{Lang}}: не вказано код мови (допомога) |
| 2024 | Кенічі Іга                                             | За новаторський внесок та далекоглядне лідерство в галузі напівпровідникових лазерів та оптоелектроніки, а також відданість навчанню та освіті майбутніх поколінь Оригінальний текст (англ.) [«For pioneering contributions and visionary leadership in the field of semiconductor lasers and optoelectronics and a dedication to training and educating future generations»] Помилка: {{Lang}}: не вказано код мови (допомога) |
| 2025 | Девід Е. Б. Міллер                                     | За фундаментальні наукові та інженерні дослідження, що охоплюють різні галузі, включаючи оптику в цифрових системах, основи оптики та хвиль, а також складні та керовані фотонні схеми Оригінальний текст (англ.) [«For fundamental scientific and engineering research contributions spanning multiple areas, including optics in digital systems, fundamentals of optics and waves, and complex and controllable photonic circuits»] Помилка: {{Lang}}: не вказано код мови (допомога) |